# Фрегат «Wele Nzas»
«Wele Nzas» — фрегат ВМС Экваториальной Гвинеи.

## История строительства
Спроектирован николаевским  государственным предприятием «Исследовательско-проектный центр кораблестроения» под эгидой украинско-британского совместного предприятия Fast Craft Naval Supplies (UK) Limited.
Согласно данным IHS SeaWeb, корабль был заложен в Варне 21 мая 2012 года и спущен там на воду 26 февраля 2013 года, а затем переведен в Экваториальную Гвинею. Оснащение корабля в Малабо в принадлежащем ВМС Экваториальной Гвинеи 210-метровом плавучем доке.
3 июня 2014 года в столице Экваториальной Гвинеи Малабо состоялась церемония ввода в состав ВМС фрегата F 073 Wele Nzas.
Фрегат Wele Nzas был построен по проекту SV 02. Оружие и боевые системы в значительной степени получены с Украины, поставлялись и ремонтировались севастопольской компанией "Импульс-2", которая аналогично поставляла и монтировала вооружение на других боевых кораблях Экваториальной Гвинеи в Малабо. Wele Nzas совершил переход из Болгарии под флагом Коморских островов и будучи зарегистрирован на панамскую компанию-судовладельца.